# Narecho oinomaos
Narecho oinomaos är en insektsart som beskrevs av Rauno E. Linnavuori 1979. Narecho oinomaos ingår i släktet Narecho och familjen dvärgstritar. Inga underarter finns listade i Catalogue of Life.